# Velikost dinosaurů
Někteří dinosauři byli hned po kytovcích nejtěžšími a největšími známými tvory všech dob. Na délku byli někteří nejdelšími obratlovci všech dob. Sauropodní dinosauři byli také největšími suchozemskými živočichy všech dob. Zároveň byli nejdelšími živočichy vůbec (delší i než největší kytovci, i když zřejmě ne tak těžcí). Tento seznam popisuje v tabulkách velikosti největších a nejtěžších, ale i nejmenších známých dinosaurů různých vývojových skupin.

## Teropodi
Teropodní dinosauři byli bezpochyby největšími dravými živočichy, kteří kdy chodili po souši. Hmotnost některých se mohla blížit nebo i překonávat hranici 10 000 kilogramů a délka dosahovala i více než 15 metrů. Z pravěkých "praptáků" je nejmenším známým druhem Oculudentavis khaungraae, žijící před 99 miliony let na území dnešního Myanmaru (délka lebky 14 mm). Nejmenšími teropodními dinosaury jsou fakticky nejmenší známí ptáci, přičemž kolibřík kalypta nejmenší měří na délku jen kolem 6 cm a váží zhruba 2 gramy. Odhady velikosti jsou zde převzaty především ze stránek webu DinoData a ze studie dal Sasso et al., (2006). Největším teropodem z hlediska tělesné hmotnosti (nikoliv ale délky) byl nejspíš Tyrannosaurus rex, jehož odrostlé exempláře mohly dosahovat hmotnosti až kolem 8900 kg.

### Nejdelší teropodi
(délka nad 12 metrů)
1. Spinosaurus: 14,3-15m[7][8]
2. Giganotosaurus: 12,7-13,5m
3. Carcharodontosaurus: 12,6–13,2m
4. Mapusaurus: 12,4-12,9m[9][10]
5. Tyrannosaurus: 12,2–12,9 m
6. Deinocheirus: 10,5–11,8m
7. Tyrannotitan: 11,5–12,3m [11]
8. Sauroniops: 9,5–12,2m
9. Zhuchengtyrannus: 10,5–11,6 m
10. Saurophaganax: 10,3-11,5 m[12]
11. Acrocanthosaurus: 10–11,5
12. Tarbosaurus: 10–11,4 m
13. Torvosaurus: 10–11,3 m
14. Meraxes gigas: 10,2–11 m

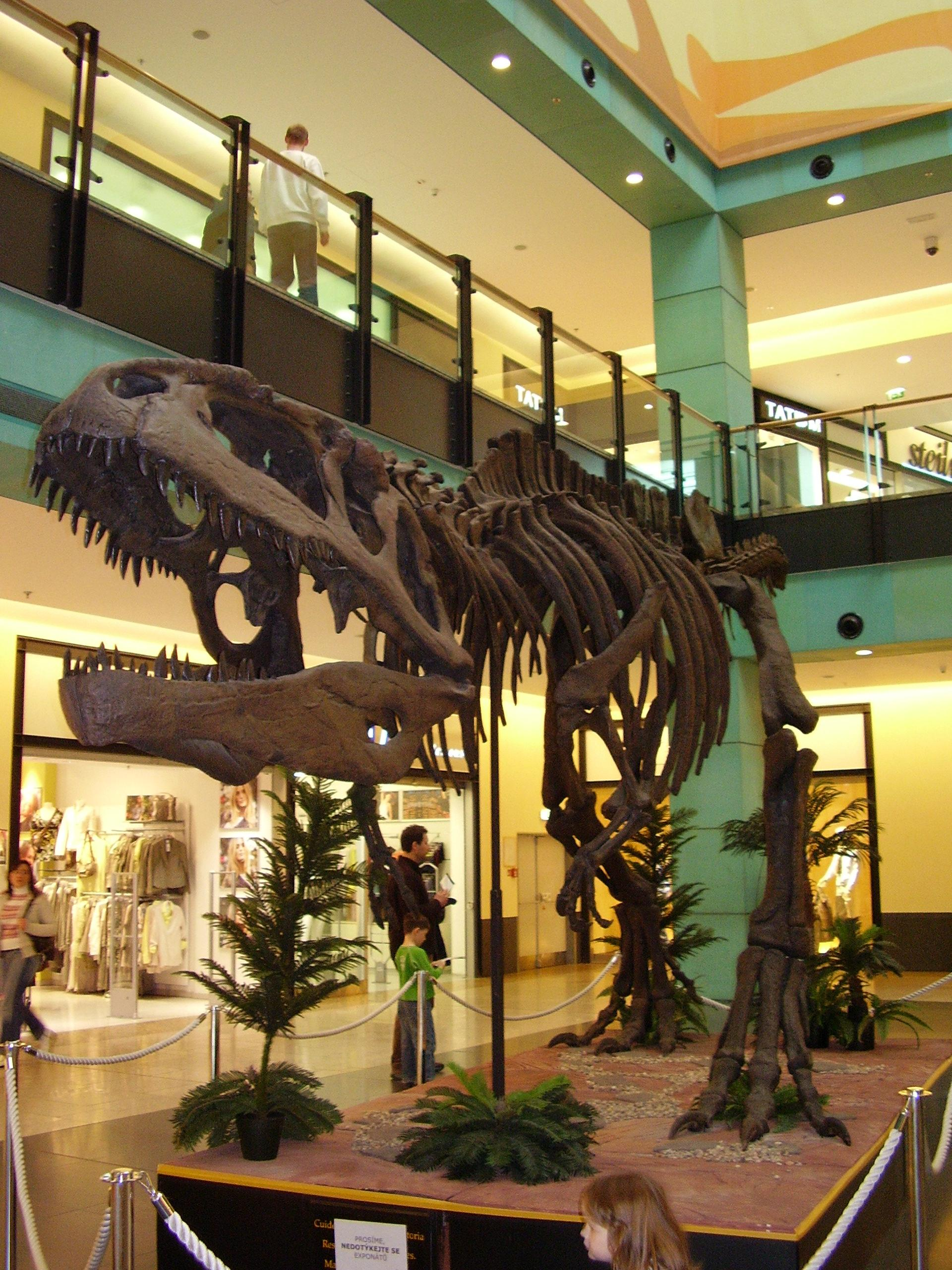
Kostra giganotosaura – frontální pohled

15. Carcharodontosaurus iguidensis: 10–11 m
16. Therizinosaurus: 10–10,9 m

### Nejmenší teropodi
(délka do 0,8 metru)
1. Scansoriopteryx: 12 cm (nejisté)
2. Epidendrosaurus: 15 cm (nejisté)
3. Epidexipteryx: 25 cm
4. Anchiornis: 34 cm
5. Zhongjianosaurus: 40–80 cm
6. Mei: 53 cm
7. Parvicursor: 55 cm
8. Microraptor: 55–77 cm
9. Ligabueino: 70 cm
10. Mahakala: 70 cm
11. Nqwebasaurus: 80 cm

## Sauropodi
Velikost sauropodních dinosaurů je vzhledem ke špatnému stavu zachovanosti jejich fosilií těžké přesně odhadnout. Největší kostry jsou často objeveny bez ocasní části, což výrazně snižuje možnost přesného odhadu délky. Hmotnost je vypočítávána mocninou délky, takže tato čísla jsou ještě méně jistá. Proto je třeba brát tyto údaje s rezervou. Odhady velikosti jsou zde čerpány z komentářů Rymill (2001), Taylor (2003) a Mortimer Archivováno 13. 9. 2019 na Wayback Machine. (2004). Nejisté odhady velikosti jsou doprovázeny otazníkem.
Je třeba odlišovat dvě formy sauropodů – „kratší“, ale robustnější formy (např. titanosauři) a delší, ovšem také „štíhlejší“ a lehčí formy (jako byli diplodokidi). Sauropodi byli nicméně nepochybně největšími suchozemskými obratlovci všech dob.

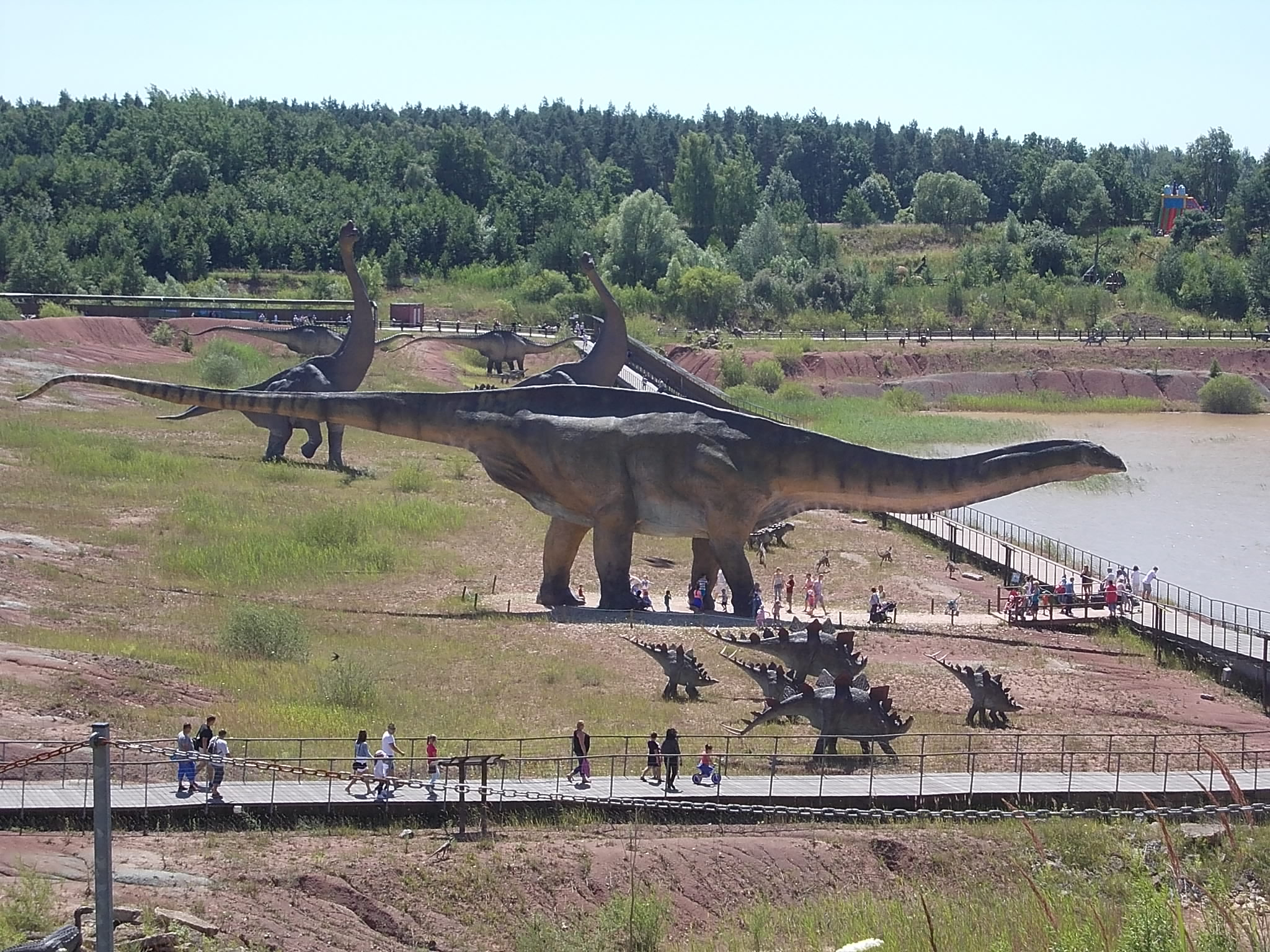
Pohled na modely dinosaurů v JuraParku Krasiejów, největší je dnes již neplatný rod Amphicoelias

### Nejdelší sauropodi
(délka nad 30 metrů)
1. Barosaurus: ?42–?52 m[14][15]
2. Bruhathkayosaurus: ?28–?44 m[16][17]
3. Argentinosaurus: 33–42 m
4. Patagotitan: 37–40 m
5. Puertasaurus: 35–40 m
6. Turiasaurus: 30–37 m
7. Supersaurus: 35 m
8. Mamenchisaurus sinocanadorum: 35 m[18]
9. Ruyangosaurus: 35 m[19]
10. Maraapunisaurus (dříve Amphicoelias fragillimus): 32–35 m
11. Diplodocus hallorum (dříve Seismosaurus hallorum): 29–33,5 m[20]
12. Futalognkosaurus 32–34 m
13. Alamosaurus 27–32 m
14. Paralititan: 24–32 m
15. Argyrosaurus: 18–?32 m
16. Sauroposeidon: 27–34 m (zároveň nejvyšší známý dinosaurus s 16 až 18 m výšky)[21]

### Nejtěžší sauropodi
(hmotnost nad 30 tun)
1. Bruhathkayosaurus: ?126-?139 tun[17]
2. Barosaurus: ?65–?100 tun
3. Nepopsaný titanosaur z Patagonie: ?80 tun[22]
4. Puertasaurus: 50–80 tun[23]
5. Argentinosaurus: 60–90 tun[14][15]
6. Paralititan: 65–80 tun
7. Alamosaurus: 35–80 tun
8. Nepopsaný titanosaur ze souvrství Candeleros: větší než Patagotitan[24]
9. Patagotitan: 63–77 tun[25]
10. Mamenchisaurus sinocanadorum: 50–75 tun[18]
11. Maraapunisaurus (dříve Amphicoelias fragillimus): 68–70 tun
12. Antarctosaurus: 69 tun
13. Sauroposeidon: 50–60 tun
14. Notocolossus: 40–60 tun
15. Dreadnoughtus: 30–60 tun
16. Brachiosaurus: 30–60 tun
17. Argyrosaurus: 45–55 tun
18. Supersaurus: 40–50 tun
19. Turiasaurus: 40–48 tun
20. Diplodocus hallorum: 35–45 tun
21. Apatosaurus: 33–38 tun (možná ale také 73 tun)[26]

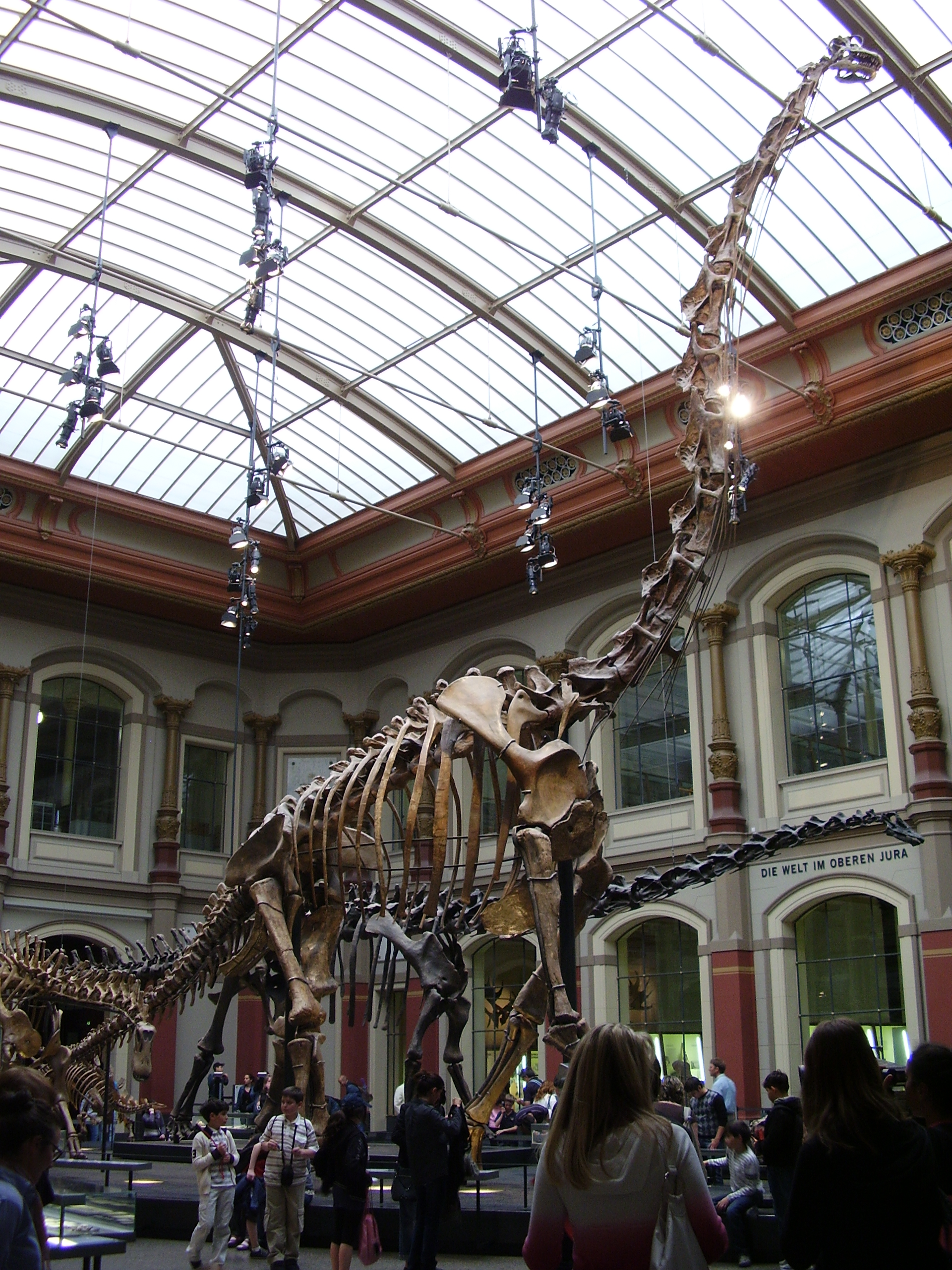
Kostra giraffatitana, jednoho z nejvyšších známých dinosaurů.

### Nejmenší sauropodi
(délka pod 10 metrů)
1. Anchisaurus: 2,4 m
2. Ohmdenosaurus: 4 m
3. Blikanasaurus: 5 m
4. Magyarosaurus: 5,3 m
5. Europasaurus: 6,2 m
6. Vulcanodon: 6,5 m
7. Isanosaurus: 7 m
8. Camelotia: 9 m
9. Tazoudasaurus: 9 m
10. Antetonitrus: 8–10 m (výška 1,5–2 metry)
11. Shunosaurus: 10 m
12. Brachytrachelopan: 10 m
13. Amazonsaurus: 10 m (10 tun)

## Ornitopodi

### Nejdelší ornitopodi
(délka nad 10 metrů)
1. Zhuchengosaurus: 16,6 m
2. Lambeosaurus: 15–?16,5 m
3. Shantungosaurus: 14,7 m
4. Edmontosaurus: 13,0 m
5. Charonosaurus: 13,0 m
6. Anatotitan: 12,0 m
7. Saurolophus angustirostris: 12,0 m
8. Olorotitan: 12,0 m
9. Kritosaurus sp.: 11,0 m
10. Corythosaurus: 9–10,0 m
11. Parasaurolophus: 10,0 m
12. Tanius: 10,0 m
13. Tsintaosaurus: 10,0 m
14. Iguanodon: 10,0 m, možná však až 13 m
15. Muttaburrasaurus: 7–10 m

### Nejtěžší ornitopodi
(hmotnost nad 3 tuny)
1. Zhuchengosaurus: přes ?15 tun
2. Lambeosaurus: přes ?10 tun
3. Charonosaurus: 7,7 tuny
4. Shantungosaurus: 7 tun
5. Corythosaurus: 5 tun
6. Hadrosaurus: 5 tun
7. Saurolophus: 4 tuny
8. Edmontosaurus: 3,9 tuny
9. Parasaurolophus: 3,8 tuny
10. Iguanodon: 3,5–7 tun

### Nejmenší ptakopánví dinosauři
1. Fruitadens: 65–75 cm, 0,5–0,75 kg

## Ceratopsidi

### Nejdelší ceratopsidi
(délka nad 6 metrů)
1. Eotriceratops: 9–12? m[27]
2. Triceratops: 8–9 m
3. Arrhinoceratops: 8–9 m
4. Torosaurus: 7,5–8 m
5. Einiosaurus: 7,6 m
6. Pentaceratops: 7,5 m
7. Pachyrhinosaurus: 5,5–7 m
8. Achelousaurus: 6 m
9. Centrosaurus: 6 m
10. Anchiceratops: 6 m

### Nejmenší ceratopsidi
(délka do 3 metrů)
1. Chaoyangsaurus: 60 cm
2. Graciliceratops: 60 cm
3. Xuanhuaceratops: 60 cm
4. Microceratus: 61 cm
5. Bagaceratops: 90 cm
6. Hongshanosaurus: 1,2 m
7. Archaeoceratops: 1,5 m
8. Yamaceratops: 1,5 m
9. Asiaceratops: 1,8 m
10. Cerasinops: 1,8 m
11. Leptoceratops: 1,8 m
12. Psittacosaurus: 1,8 m

## Tyreoforani

### Nejdelší tyreoforani
(délka nad 5 metrů)
1. Ankylosaurus: 7,5–10,7 m
2. Stegosaurus: 9,0–10,2 m
3. Dacentrurus: 6,1–10,1 m
4. Tarchia: 8,0–8,5 m
5. Edmontonia: 7,0 m
6. Panoplosaurus: 5,5–7 m
7. Euoplocephalus: 5,5–7 m
8. Talarurus: 5–7 m

### Nejmenší tyreoforani
(délka do 3 metrů)
1. Liaoningosaurus: ?34 cm
2. Scutellosaurus: 1,5 m
3. Struthiosaurus: 2–2,5 m
4. Minmi: 2–3 m
5. Dracopelta: 2 m

## Pachycefalosauři

### Nejdelší pachycefalosauři
(délka nad 3 metry)
1. Pachycephalosaurus: 4,6–7 m
2. Stygimoloch: 2,1–3 m

### Nejmenší pachycefalosauři
(délka do 1 metru)
1. Micropachycephalosaurus: 60 cm
2. Wannanosaurus: 60 cm
3. Yaverlandia: 1 m (jedná se zřejmě o teropoda)